# كلورثيوفوس
كلورثيوفوس هو مركب فسفورعضوي يُستخدم كمبيد حشري، ويحتوي على خليط من المتصاوغات، وهي:
- O،O-ثنائي إيثيل-O-(2،5-ثنائي كلورو-4-ميثيل ثيو) فينيل فوسفوروثيوات (بنسبة 73٪)
- O,O-ثنائي إيثيل-O-(4،5-ثنائي كلورو-2-ميثيل ثيو) فينيل فوسفوروثيوات (بنسبة 13٪)
- O,O-ثنائي إيثيل-O-(4،2-ثنائي كلورو-5-ميثيل ثيو) فينيل فوسفوروثيوات (بنسبة 14٪)

يُعتبر مركب الكلورثيوفوس مادة شديدة السمية، وتصنف في الولايات المتحدة الأمريكية باعتبارها مادة شديدة الخطورة على النحو المحدد في القسم 302 من قانون التخطيط للطوارئ وحق المجتمع في المعرفة بالولايات المتحدة (42 U.S.C. 11002)، مما يعني أن المنشآت التي تقوم بإنتاجه أو تخزينه أو استخدامه بكميات كبيرة تخضع لمتطلبات الإبلاغ وإجراءات الرقابة الصارمة.